# Plato juberthiei
Espèce
Plato juberthiei est une espèce d'araignées aranéomorphes de la famille des Theridiosomatidae.

## Distribution
Cette espèce est endémique de Guyane. Elle se rencontre dans la montagne de Kaw.

## Description
Les femelles types mesurent 2,1 mm en moyenne.
La femelle décrite par Prete et Brescovit en 2024 mesure 2,4 mm.

## Anatomie interne

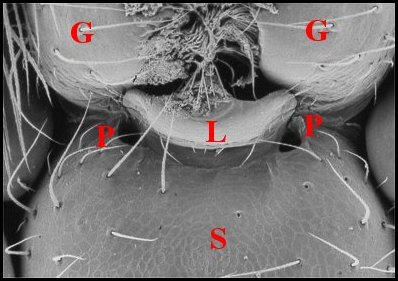
Orifices labiosternaux de Plato juberthiei

Comme les autres Theridiosomatidae, elle possède une glande labiosternale caractéristique du groupe.

## Systématique et taxinomie
Cette espèce a été décrite par Lopez en 1996.

## Étymologie
Cette espèce est nommée en l'honneur de Christian Juberthie.

## Publication originale
- Lopez, 1996 : « Plato juberthiei (Araneae: Theridiosomatidae), nouvelle araignée souterraine de la Guyana Française. » Mémoires de Biospéologie, vol. 23, p. 191-196.